# Ictiófagos
En la Antigüedad, ictiófagos (en griego antiguo: Ἰχθυοφάγοι: ‘comedores de peces’) era el nombre dado por los geógrafos a varios pueblos costeros en distintas partes del mundo y étnicamente no relacionados:
- Heródoto (libro i. c. 200) menciona tres tribus de babilonios quienes solo se alimentaban de peces, y en libro iii. c. 19 se refiere a los ictiófagos en la Etiopía mitológica.[1] Diodoro Sículo y Estrabón también se refieren a ellos como habitantes a lo largo de la costa africana del Mar Rojo en sus descripciones de Etiopía.
- Claudio Ptolomeo habla de comedores de peces en las costas del golfo Pérsico, del Mar Rojo, en la costa occidental de África y en la costa del Lejano Oriente, cerca del puerto de Cattigara.
- Plinio relaciona la existencia de tales personas en las islas del golfo Pérsico.
- Nearco menciona a los ictiófagos como habitantes de las orillas estériles de los distritos de Gwadar y Pasni en Makrán. Durante la marcha de retorno a casa de Alejandro Magno, su almirante, Nearco dirigió una flota en el mar Arábigo a lo largo de la costa de Makrán y registró que el área era seca y montañosa, habitada por los Ichthyophagoi o comedores de peces.
- Pausanias los localiza en la costa occidental (africana) del Mar Rojo
- Un grupo de personas identificadas en el siglo IV en la Tabula Peutingeriana, como un pueblo de la costa de Baluchistán. La existencia de tales tribus fue confirmada por Sir Richard F. Burton (El-Medinah, p. 144).
- Es el nombre que Laskaris Kananos utilizó para el islandeses en el siglo XV.[2]